# Giovanni Ricci (Kardinal)

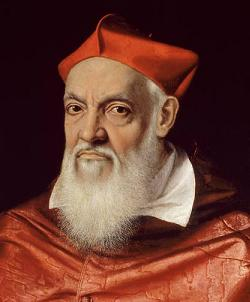
Kardinal Giovanni Ricci (Porträt von Scipione Pulzone, 16. Jh.)

Giovanni Ricci (* 1497 oder 1. November 1498 in Chiusi oder Montepulciano; † 3. Mai 1574 in Rom) war ein Kardinal der Römischen Kirche.

## Leben

Kardinalswappen (schematische Darstellung)

Er war der Sohn von Pietro Antonio Ricci. Ein weiterer Kardinal aus seiner Familie war Francesco Ricci (1679–1755), der 1743 das Kardinalat erlangte. Im Alter von 15 Jahren zog Giovanni Ricci nach Rom, um den Misshandlungen und Beleidigungen seiner Stiefmutter zu entkommen. Dort wurde er am Hofe des Kardinals Giovanni Maria Ciocchi del Monte, des nachmaligen Papstes Julius III., aufgenommen. Später trat er in den Dienst des Kardinals Alessandro Farnese, Enkel und Kardinalnepot von Papst Paul III. Giovanni Ricci wurde mit mehreren schwierigen diplomatischen Missionen in Frankreich und im Herzogtum Burgund betraut, die er mit beachtlichem Erfolg meisterte. Danach trat er in den geistlichen Stand, wurde Apostolischer Protonotar de numero participantium und 1542 Kleriker der Apostolischen Kammer. Zudem war er Internuntius in Spanien und in Österreich.
Am 26. Juni 1544 zum Erzbischof von Siponto (heute Erzbistum Manfredonia-Vieste-San Giovanni Rotondo) erwählt, wurde er an demselben Tag zum Apostolischen Nuntius in Portugal ernannt. Nachdem er am 20. Februar 1545 auf sein Erzbistum verzichtet hatte, wurde er am selben Tag zum Bischof von Chiusi ernannt, was er wohl bis 1554 blieb. Am 4. März 1550 endete seine Zeit als Nuntius und er kehrte nach Rom zurück, wo er von Papst Julius III. am 20. November 1551 ins Kardinalskollegium aufgenommen und am 4. Dezember 1551 zum Kardinalpriester der Titelkirche San Vitale berufen wurde. Nachdem er vom 30. Januar 1566 bis zum 7. August 1566 die pro hac vice zur Titelkirche erhoben Diakonie von Sant’Angelo in Pescheria innehatte, wurde er am 7. August 1566 Kardinalpriester von Santa Maria in Trastevere. Dies blieb er bis zum 3. Juli 1570. An diesem Tag wurde er von Pius V. zum Kardinalbischof von Albano erhoben. Am 8. April 1573 wechselte er den Sitz und wurde Kardinalbischof von Sabina. Von 1561 bis 1562 auch Apostolischer Administrator des Bistums Montepulciano, war er von 1563 bis 1564 Camerlengo des Kardinalskollegiums und ab dem 3. September 1567 Erzbischof von Pisa.
Mehr noch denn als Nuntius wurde Ricci als gewissenhafter und lauterer Finanzfachmann und wegen seines freundlichen Wesens nicht nur von den Päpsten geschätzt. Kardinal Ricci war Teilnehmer sämtlicher Konklaven seines Kardinalates: April 1555, Mai 1555, 1559, 1565/1566 und 1572. Dabei galt er mehrmals selbst als papabile, kam aber wohl wegen seiner Ferne zur kirchlichen Reformbewegung nicht zum Zuge.
Giovanni Kardinal Ricci starb am 3. Mai 1574 in Rom und wurde in der dortigen Kirche San Pietro in Montorio beigesetzt.